# Samtgemeinde Schüttorf
La comunità amministrativa di Schüttorf (Samtgemeinde Schüttorf) si trova nel circondario della Contea di Bentheim nella Bassa Sassonia, in Germania.

## Suddivisione
Comprende 6 comuni:
1. Engden
2. Isterberg
3. Ohne
4. Quendorf
5. Samern
6. Schüttorf (città)

Il capoluogo è Schüttorf.